# Analista clínico

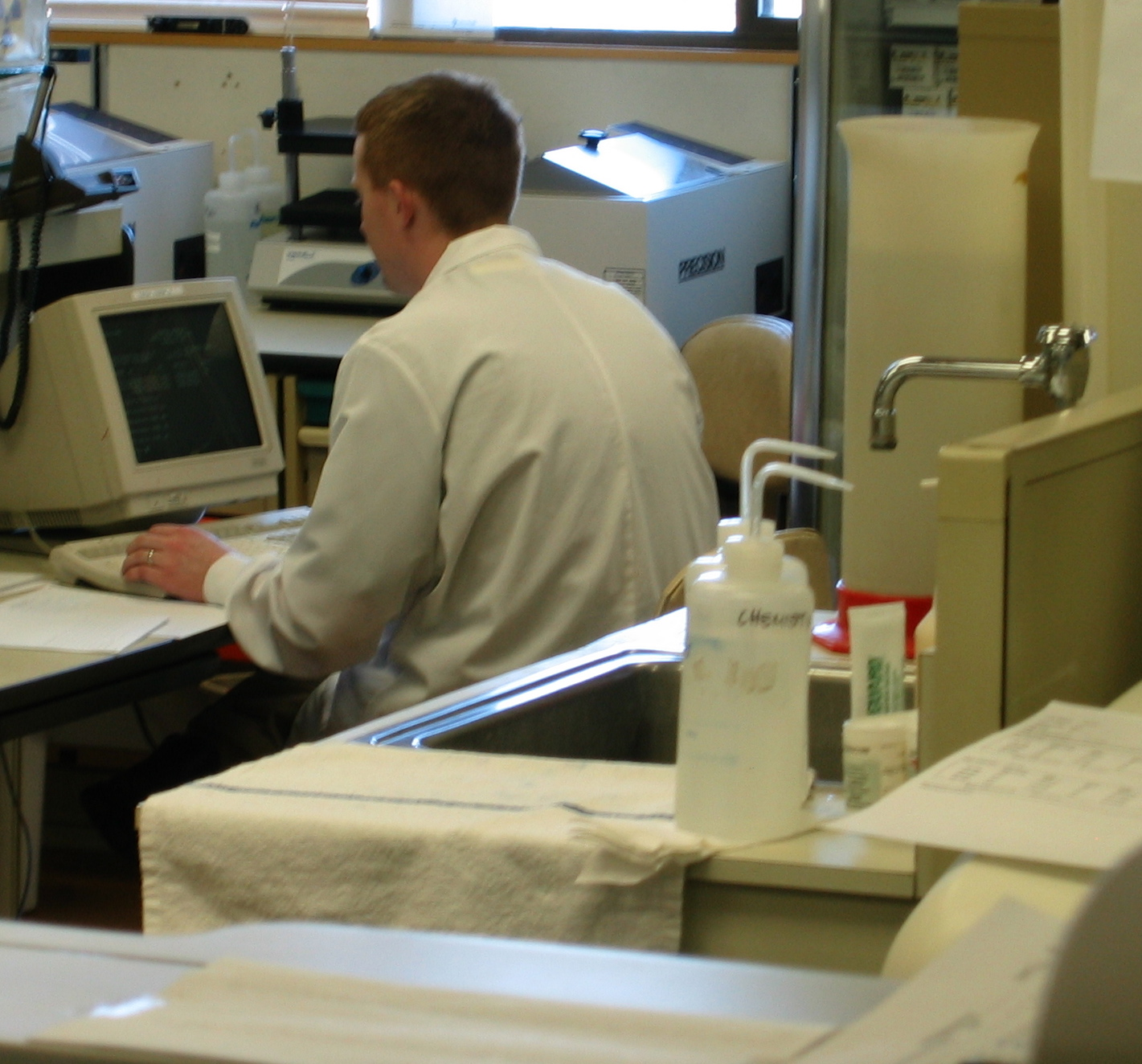
Um analista clínico em um laboratório informatizado

O analista clínico é o profissional que atua em laboratórios de análises clínicas realizando exames de análises clínico-laboratoriais humanas e/ou animais. No Brasil este profissional pode ser um biólogo, bioquímico, biomédico, médico patologista clínico,farmacêutico ou veterinário, guardadas as devidas atribuições profissionais. Em Portugal, além desses profissionais citados, existe o técnico de análises clínicas e de saúde pública. Pode realizar, interpretar e emitir laudos e pareceres, responsabilizando-se tecnicamente por um exame laboratorial ou exame reclamado pela clínica  médica.

## Profissionais das análises clínicas

### Biólogo

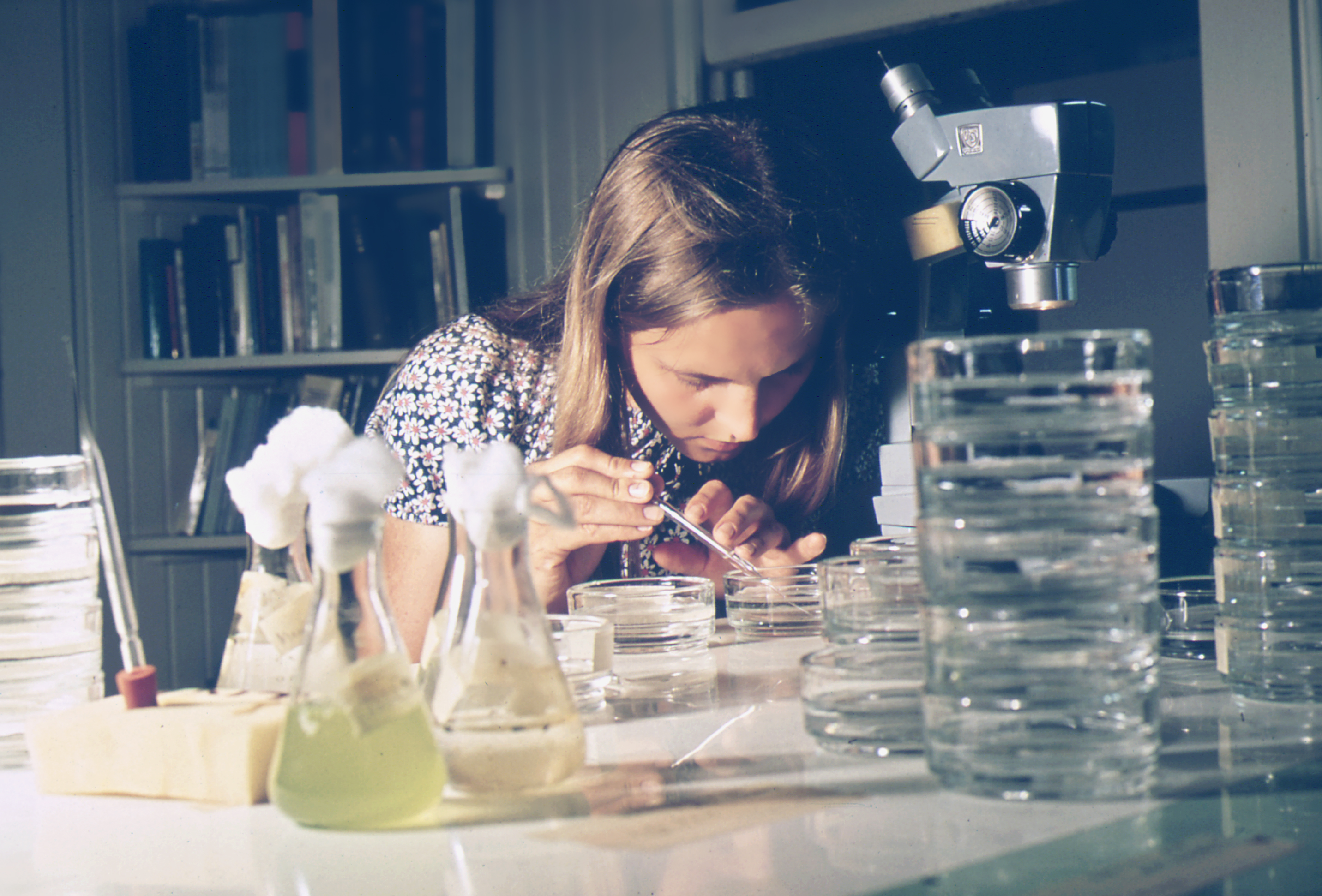
Bióloga realizando análises biólogicas.

Os Biólogos, segundo a Classificação Brasileira de Ocupações (CBO) do Ministério do Trabalho e Emprego, (código 221105) e  diversas resoluções e pareceres jurídicos compilados pelo Conselho Federal de Biologia, podem atuar na realização de análises clínicas diversas (diagnósticos biológicos, moleculares e genéticos). Podem prestar consultorias e assessorias, coletar e analisar amostras, realizar ensaios, identificar e classificar espécies, emitir laudos de diagnósticos, preparar amostras para análise, operar instrumentos e equipamentos de análise, realizar exames, controlar qualidade do processo de análise, interpretar resultados de análises, emitir laudos de análises e realizar aconselhamento genético.Segundo o Ministério da Saúde, o biólogo está habilitado a 548 procedimentos com Finalidade Diagnóstica

### Biomédico
Desde o início da graduação, este profissional da saúde, aprofunda-se nas ciências que tem como campo de estudo os serviços complementares de diagnóstico laboratorial e as pesquisas das doenças humanas e seus fatores eco-epidemiológicos. Sendo assim, o profissional do laboratório humano por excelência. Cerca de 80% dos  biomédicos, trabalham em Análises Clínicas, assumindo a responsabilidade técnica e firmando os respectivos laudos e pareceres . 

### Bioquímico

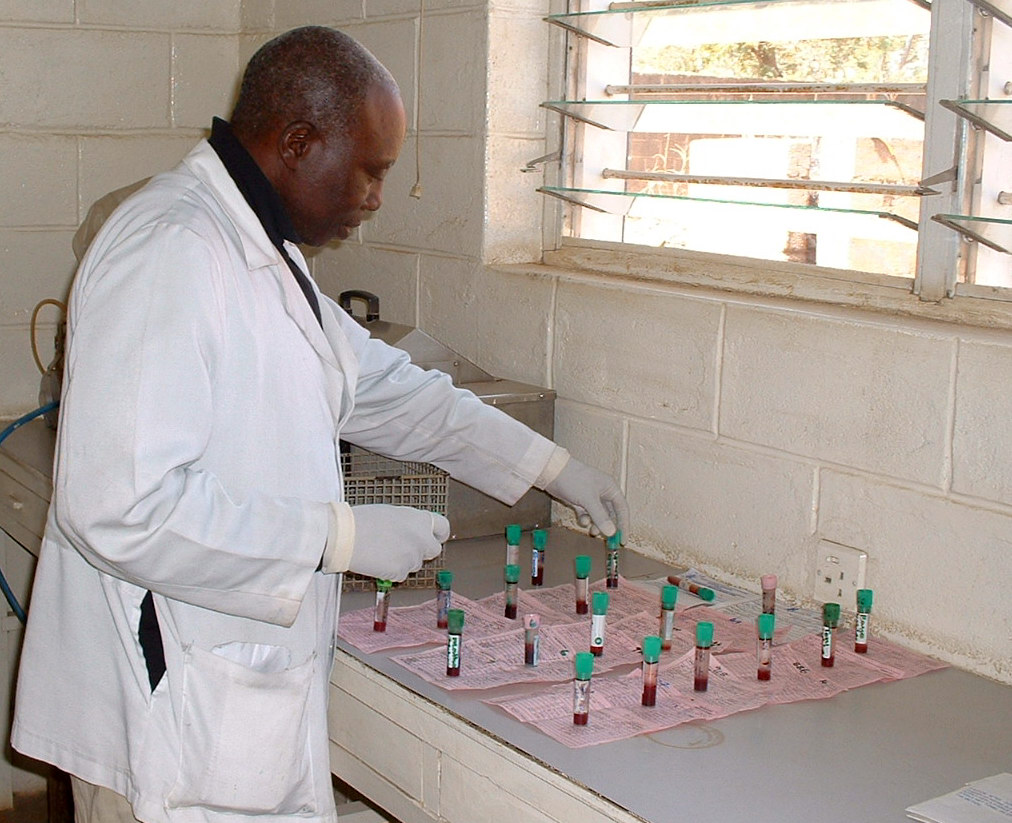
Um bioquímico nigeriano

No Brasil, o Bacharel em Bioquímica, chancelados pelo Conselho Federal de Química, permite a atuação em análise química e físico-química, químico-biológica, bromatológica, toxicológica e legal, padronização e controle de qualidade em "órgãos ou laboratórios de análises clínicas ou de saúde pública ou a seus departamentos especializados, no âmbito de suas atribuições, através do decreto-lei 85.877/81, RN36 do CFQ, e da RN224. O decreto 85877 define os profissionais da química (bioquímicos e químicos) nas análises químicas, toxicológicas e químico-biológicas reclamadas pela clínica médica e estabelece a possibilidade de atuação em órgãos ou laboratórios de análises clínicas ou de saúde pública ou de seus departamentos especializados. Em Portugal, A licenciatura em  bioquímica em Portugal permite como uma das possibilidades de atuação a execução de atividades em laboratórios de análises clínicas e toxicológicas e a produção de insumos químicos e biotecnológicos para o setor de análises clínicas.

 Em ambos os países, os bioquímicos podem assinar laudos técnicos, realizar exames envolvendo DNA, processamento de sangue e sorologia, além de outros exames laboratoriais.

### Farmacêutico

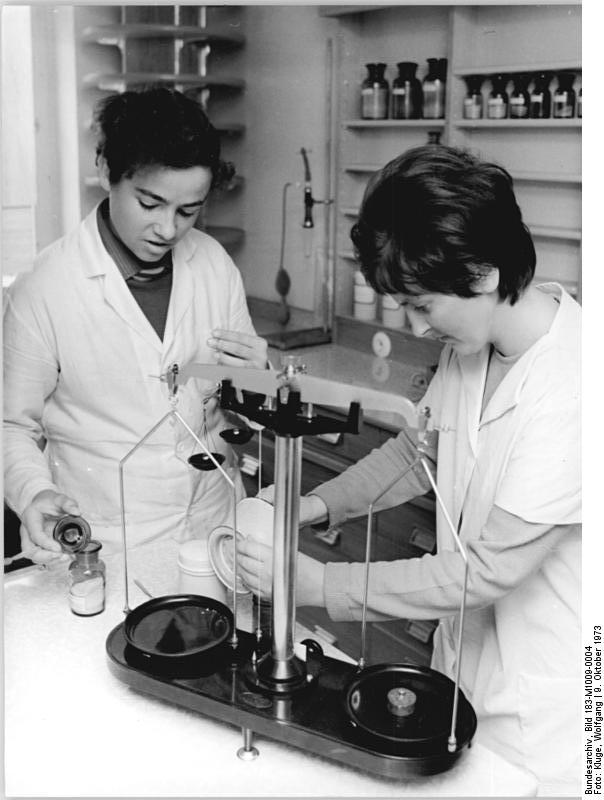
Farmacêuticas trabalhando num laboratório

O farmacêutico, nas análises clínicas, realiza exames hematológicos, citológicos, imunológicos, microbiológicos e bioquímicos, solicitados geralmente por um médico. Além disso, pode realizar, interpretar e emitir laudos e pareceres, responsabilizando-se tecnicamente por análises clínico-laboratoriais.
Dentro do seu contexto de aprendizagem, o farmacêutico que atua nas análises clínicas ainda pode prestar a orientação ao paciente sobre o resultado e realização do exame e possíveis interações com medicamentos, realizando assim a chamada assistência farmacêutica, tanto em laboratórios na orientação para coleta do material como nas farmácias e drogarias ou outros lugares de dispensação.
O farmacêutico português relaciona-se com às análises clínicas, desde os  séculos XVIII e XIX. Em 1959, foi criado o Curso de Aperfeiçoamento em Análises Químico-Biológicas, na Faculdade de Farmácia da Universidade do Porto e outros nos anos de 1970 e 1974 em Lisboa e Coimbra.
Em Portugal, o Decreto-Lei.29/81 de 24 de junho de 1981, possibilitou a carreira de técnico superior de saúde, que criou diversas licenciaturas, assim diversos ramos surgiram, incluindo o farmacêutico e laboratorial. Depois, a partir de 1988, foi reformulado a carreira de técnico superior de saúde, aumentando o número de disciplinas para atuar em laboratório.

### Veterinário
Na veterinária, os exames são voltados para as doenças e desordens em animais de grande e pequeno porte. Podem ser realizados diversos exames, como por exemplo, exame de ácido úrico, hipersensível hormônio adrenocorticotrófico, anemia infecciosa eqüina, albumina, ALT / TGP, amilase, antiestreptolisina O, AST / TGO, brucelose bovina e canina, creatinofosfoquinase, colesterol, cortisol, diversas culturas, etc.

### Técnico de Análises Clínicas e de Saúde Pública
O Técnico de Análises Clínicas e de Saúde Pública (TACSP), desenvolve a sua actividade ao nível da Patologia clínica e da Saúde Pública, através do estudo, aplicação e avaliação das técnicas e métodos analíticos próprios, com fins de diagnóstico e rastreio.   --  D.L. 261/93, de 24 de Julho e D.L. 564/99 de 21 de Dezembro, ver DL mais recente 320/99 para mais informações.
Desenvolve a sua actividade em contexto laboratorial, no âmbito do diagnóstico, terapêutica e prevenção da doença, nomeadamente em áreas como a microbiologia, hematologia, química clínica, imunologia, endocrinologia, genética, imunohemoterapia, histocompatibilidade, bromatologia.
Efectua colheitas de produtos biológicos, selecciona as técnicas, os equipamentos e os reagentes mais adequados ao trabalho a realizar; planeia, programa e efectua determinações analíticas, procedendo ao controlo e garantia da qualidade; regista e avalia os resultados em função do diagnóstico, tratamento ou rasteio a que se destinam.  --  Classificação Nacional das Profissões/2006
Em Portugal, designa-se Técnico de Análises Clínicas e de Saúde pública, é o profissional que está abrangido pelo DL 261/93 (pré-ensino superior) ou aquele que detenha no mínimo um bacharel e a respectiva cédula profissional tal como o DL 320/99 assim o define.
Desde a implementação do tratado de Bolonha que só se formam licenciados de 4 anos na área.
Actualmente através do ensino pós-graduado, muitos deste profissionais encontram-se a desenvolver projectos de investigação nas áreas Biomédicas, com a obtenção dos graus de mestre e doutor.
Contudo devido à falta de fiscalização do sector privado e às leis pouco claras nos limites de actuação de outros profissionais, várias irregularidades se mantêm, desde pessoas sem formação ou pessoas com formação diferente a exercerem sem qualquer controlo, arriscando a saúde do paciente.
A designação internacional da profissão é Biomedical Scientist ou Biomedical Laboratory Scientist. Nos EUA a designação é Clinical Laboratory Scientist ou Medial Laboratory Technologist (denominação mais antiga).
A partir de 2016 o curso sofreu uma fusão com o curso de Anatomia Patológica Citológica e Tanatológica, passando a designar-se Ciências Biomédicas Laboratoriais.